# Nabor Mendoza
Nabor Mendoza "El Coyote" fue un militar mexicano que participó en la Revolución mexicana. Nació en Cuauhlotitlán, municipio de Tlalchapa en Guerrero. Fue general de las fuerzas zapatistas. Pasando Cruz de la Tentación con intenciones de llegar al paraje El Molino, Baltasar y Felipe Armenta le tendieron una emboscada el 12 de marzo de 1918 en donde murió su hermano Moisés. Nabor Mendoza fue capturado por las fuerzas de Felipe Armenta, quién lo entregó al general gobernista Cipriano Jaimes a cambio de la amnistía, quién mandó a fusilarlo. Murió el 6 de marzo de 1918 en el Paraje de El Molino del municipio de Ajuchitlán del Progreso, en Guerrero. 
En el libro Crónicas de Tierra Caliente del Ing. Alfredo Mundo Fernández se dan más detalles de este popular personaje, diciendo que el 11 de marzo de 1912 atacan a Cutzamala Los Pronunciados al mando del zapatista Gral. Jesús H. Salgado, acompañado de los caudillos Gral. Álvaro Lagunas, Gral. Nabor Mendoza El Coyote y un grupo de la Costa Grande al mando de Juan Salgado. En Cutzamala estaban los federales o "pelones" al mando del coronel Guillermo Vázquez, refugiados en la monumental iglesia agustina que funciona como una fortaleza medieval. Sin embargo, en la noche dicen a los sitiadores que se rendirán en la mañana siguiente y ellos aceptan, pero gran sorpresa se llevaron cuando en la medianoche huyen en silencio. El 10 de mayo de 1917, siendo presidente de la república don Venustiano Carranza, atacan a Cutzamala nuevamente Los Pronunciados al mando del Gral. Jesús H. Salgado, Gral. Custodio Hernández, Gral. Nabor Mendoza El Coyote y otros grandes caudillos de la región, además de un contingente del Estado de México al mando del Gral. Inocencio Quintanilla. Cutzamala estaba en poder de los carrancistas federales o "pelones" en número de 300 aproximadamente, colocados estratégicamente en la iglesia y el convento, que están en lo alto de una loma, al mando del Coronel Juan Chavarría, Coronel Epigmenio Carvajal, el Mayor Amando Jaimes, el coronel Guillermo Vázquez, de Julio Bahena y otros. Estos eran de la gente del Gral. Cipriano Jaimes, el Jefe Militar en la Tierra Caliente que estaba en Pungarabato. Los Pronunciados que sitiaban a Cutzamala, dicen algunos historiadores, eran más de mil revolucionarios, sin embargo el Ing. Alfredo Mundo Fernández en su citada obra dice tener en su poder un telegrama del general Cipriano Jaimes enviado al presidente Carranza diciendo que se trataba de "una chusma de tres mil y tantos hombres". Los federales se hacían muy fuertes en la iglesia que era como una fortaleza inexpugnable como lo califican en un oficio de la Secretaría de la defensa Nacional, pero el general Jaimes decide ir a ayudar a su gente sitiada en el antiguo "pueblo españolizado" de la región, por lo que reúne gente de Coyuca, Huetamo y Pungarabato y sale a Cutzamala a las 5 de mañana del 16 de mayo de 1917. Al verse los Pronunciados entre dos fuegos se retiran de Cutzamala, y entre ellos El Coyote. 
Efectivamente Nabor Mendoza El Coyote había nacido en Cuauhlotitlán, municipio de Tlalchapa, y fue muerto el 6 de marzo de 1918 en El Paraje del Molino, en Ajuchitlán, producto de la traición de su antiguo compañero Felipe Armenta a quien el Gral. Cipriano Jaimes había ofrecido la amnistía si entregaba al Coyote. Dice "Crónicas de Tierra Caliente" que El Coyote se inmortaliza en el libro El Coyote: Corrido de la Revolución, escrito por el profesor Celedonio Serrano Martínez, obra premiada por la Secretaría de Educación Pública en 1951, en forma de verso y trata las andanzas del personaje en toda la Tierra Caliente.